# Gavin Harrison
Gavin Richard Harrison (n. 28 mai 1963 în Harrow, Middlesex, Anglia) este un baterist și percuționist britanic. Este cel mai bine cunoscut pentru activitatea cu trupa britanică de rock progresiv Porcupine Tree căreia i s-a alăturat în 2002. Din 2008 cântă și cu King Crimson.

## Discografie
| Artist                         | An   | Album                                        |
| ------------------------------ | ---- | -------------------------------------------- |
| Alice                          | 1992 | Mezzogiorno Sulle Alpi                       |
| Angela Baraldi                 | 2001 | Rosasporco                                   |
| B J Cole                       | 1989 | Transparent Music                            |
| BJ Cole                        | 1995 | Heart Of The Moment                          |
| Black                          | 1988 | Comedy                                       |
| Blackfield                     | 2004 | Blackfield                                   |
| Blackfield                     | 2007 | Blackfield II                                |
| Camouflage                     | 1991 | Meanwhile                                    |
| Carlo Fimiani                  | 2007 | Too Early                                    |
| Cavani                         | 1993 | Alza La Testa                                |
| Chizuko Yoshihiro              | 1993 | Conscious Mind                               |
| Claudio Baglioni               | 1992 | AncorAssieme                                 |
| Claudio Baglioni               | 1992 | Assieme                                      |
| Claudio Baglioni               | 1995 | Io Sono Qui                                  |
| Claudio Baglioni               | 1996 | Attori e Spettatori                          |
| Claudio Baglioni               | 1997 | Anime In Gioco                               |
| Claudio Baglioni               | 1998 | A-Live                                       |
| Claudio Baglioni               | 1999 | Viaggiatore sulla coda del tempo             |
| Claudio Baglioni               | 2000 | Acustico                                     |
| Claudio Baglioni               | 2003 | Sono Io                                      |
| Claudio Baglioni               | 2005 | Cresendo e Cercando                          |
| Claudio Baglioni               | 2006 | Quelli Degli Altri Tutti Qui                 |
| Claudio Baglioni               | 2009 | Q.P.G.A                                      |
| Dave Stewart & Barbara Gaskin  | 1990 | The Big Idea                                 |
| Dave Stewart & Barbara Gaskin  | 1991 | Spin                                         |
| Dave Stewart & Barbara Gaskin  | 2009 | Green & Blue                                 |
| Dave Stewart & Barbara Gaskin  | 2009 | TLG Collection                               |
| David Devant & His Spirit Wife | 1996 | Ginger                                       |
| Devogue                        | 1997 | Devogue                                      |
| Dizrhythmia                    | 1987 | Dizrhythmia                                  |
| Donna Gardier                  | 1990 | I'll Be There                                |
| Ed Poole                       | 2008 | ED 4                                         |
| Eddie and The Tide             | 1986 |                                              |
| Eros Ramazzotti                | 1995 | Più bella cosa Live                          |
| Eugenio Finardi                | 1990 | La Forza Dell'amore                          |
| Eugenio Finardi                | 1991 | Millennio                                    |
| Fiorella Mannoia               | 1992 | I Treni A Vapore                             |
| Franco Battiato                | 1993 | Caffe' de la Paix                            |
| Franco Battiato                | 1996 | L'Imboscata                                  |
| Franco Battiato                | 1996 | L'ombra della Luce                           |
| Franco Battiato                | 1998 | Gommalacca                                   |
| Froon                          | 1987 | Froon                                        |
| Fjieri                         | 2009 | Endless                                      |
| Gail Ann Dorsey                | 1988 | The Corporate World                          |
| Gavin Harrison                 | 1997 | Sanity & Gravity                             |
| Gavin Harrison & 05Ric         | 2007 | Drop                                         |
| Gavin Harrison & 05Ric         | 2009 | Circles                                      |
| Hernaldo Zúñiga                | 2001 | Triángulo de musgo                           |
| Iggy Pop                       | 1986 | Ritz N.Y.C Live Real Wild Child Live         |
| Incognito, (incognito)         | 1991 | Inside Life                                  |
| Jakko Jakszyk                  | 2006 | The Bruised Romantic Glee Club               |
| Jakko Jakszyk                  | 1994 | Kingdom Of Dust                              |
| Jakko Jakszyk                  | 1994 | Mustard Gas And Roses                        |
| Jakko Jakszyk                  | 1996 | Are My Ears On Wrong?                        |
| Jakko Jakszyk                  | 1997 | Road To Ballina                              |
| Kevin Ayers                    | 1992 | Still Life With Guitar                       |
| King Crimson                   | 2008 | Park West, Chicago, Illinois - 7 august 2008 |
| Lene Lovich                    | 1990 | March                                        |
| Lewis Taylor                   | 2000 | Lewis 2                                      |
| Lisa Stansfield                | 1997 | Never, Never Gonna Give You Up Live          |
| Lisa Stansfield                | 1999 | Swing                                        |
| Lisa Stansfield                | 2001 | 831 - Change                                 |
| Manfred Mann's Earth Band      | 1996 | Soft Vengeance                               |
| Manolo Garcia                  | 2002 | Nunca el Tiempo es Perdido                   |
| Mick Karn                      | 1995 | The Tooth Mother                             |
| Mieko Shimizu                  | 1990 | A Road Of Shells                             |
| Miss Thi                       | 1991 | Lover                                        |
| No-Man                         | 2008 | Schoolyard Ghosts                            |
| O.S.I.                         | 2009 | Blood                                        |
| Paolo Gianolio                 | 2009 | Pane e Nuvole                                |
| Patty Pravo                    | 2002 | Radio Station                                |
| Paul Young                     | 1995 | Grazing In The Grass Live                    |
| Peter Cox                      | 2001 | Flame Still Burns                            |
| Porcupine Tree                 | 2002 | In Absentia                                  |
| Porcupine Tree                 | 2003 | XM                                           |
| Porcupine Tree                 | 2004 | The Sky Moves Sideways reissue               |
| Porcupine Tree                 | 2005 | Deadwing                                     |
| Porcupine Tree                 | 2005 | Up The Downstair reissue                     |
| Porcupine Tree                 | 2005 | XMII                                         |
| Porcupine Tree                 | 2006 | Rockpalast                                   |
| Porcupine Tree                 | 2006 | Arriving Somewhere...                        |
| Porcupine Tree                 | 2007 | Fear of a Blank Planet                       |
| Porcupine Tree                 | 2007 | Nil Recurring                                |
| Porcupine Tree                 | 2009 | The Incident                                 |
| Raf                            | 1993 | Cannibali                                    |
| Richard Barbieri/Tim Bowness   | 1994 | Flame                                        |
| Richard Barbieri               | 2008 | Stranger Inside                              |
| Rob Cowen/Beverly Craven       | 2004 | Lady Advertiser                              |
| Sam Brown                      | 1987 | Stop!                                        |
| Sarah Jane Morris              | 1988 | Can't Get To Sleep                           |
| Saro Cosentino                 | 1997 | Ones & Zeros                                 |
| Shari Belafonte                | 1989 | Shari                                        |
| Sharon Rose                    | 1994 | Never Be The Same                            |
| Sheila Nicholls                | 2002 | Wake                                         |
| Shooter                        | 1999 | ..And Your Point?                            |
| Shooter                        | 1999 | Life's A Bitch                               |
| Stefano Panunzi                | 2005 | Timelines                                    |
| Steve Thorne                   | 2007 | Part Two: Emotional Creatures                |
| Steve Thorne                   | 2009 | Into the Ether                               |
| Steven Wilson                  | 2008 | Insurgentes                                  |
| Three Blind Mice               | 2007 | Good Grief                                   |
| The Kings of Oblivion          | 1987 | Big Fish Popcorn                             |
| Tom Robinson & Jakko Jakszyk   | 1988 | We've Never Had It So Good                   |
| Yasuaki Shimizu                | 1989 | Aduna                                        |
| Zerra One                      | 1986 | The Domino Effect                            |